# اندیس دره سبوته
دره سبوته یک اندیس فلزی است که در حوالی شهر جیرنده استان گیلان قرار دارد و مادهٔ معدنی موجود در آن، مس است.